# Малая Яромирка
Малая Яромирка (укр. Мала Яромирка) — село в Городокском районе Хмельницкой области Украины.
Население по переписи 2001 года составляло 425 человек. Почтовый индекс — 32055. Телефонный код — 3251. Занимает площадь 1,34 км².

## Местный совет
32054, Хмельницкая обл., Городокский р-н, с. Великая Яромирка, ул. Чорновола, 6